# Inscription de faux
L’inscription de faux est une procédure visant à vérifier si un acte authentique présenté devant un tribunal ou toute pièce produite au cours d'une audience pénale devant une juridiction de jugement est un faux. Elle existe donc tant au civil qu'au pénal. Si cela aboutit, la valeur de l'acte authentique est alors nulle mais, en revanche, si la procédure n'aboutit pas, celui qui l'a intentée risque le versement de dommages-intérêts.
Cette procédure vise à enlever des dossiers tout document qui comme le mentionne l'article 441-1 du Code pénal français « toute altération frauduleuse de la vérité. »
L'inscription de faux ne doit pas être confondue avec la notion pénale plus générale de création et d'usage d'un faux.

## Application
Il y a trois sortes de faux :
- Faux matériel : évident, simple, constatable facilement.

- Faux par omission : élément dont son absence modifierait le tout, par exemple en omettant la présence d'une superbe villa sur un terrain légué dans un testament.

- Faux intellectuel : qui recouvre tous les mensonges, aberrations, raisonnement qui ne tiennent pas, contradiction, etc., mais contenus sur de vrais documents. Par exemple, un faux passeport. Le faux intellectuel est le plus vaste des trois types de faux et aussi le plus passionnant à déceler et à révéler[non pertinent].

## Procédure suivant les pays

### En France
Pour s'inscrire en faux contre un acte authentique (par exemple jugement, acte notarié, acte d'huissier qui peuvent être authentifié par un acte authentique), il faut :
- Rédiger un document dans lequel on déclare s'inscrire en faux contre l'acte en question, en énonçant de manière précise les éléments qui constituent une altération de la vérité, que cette altération soit matérielle ou intellectuelle.

Ce document doit contenir le nom de l'acte argué de faux, le nom, la qualité et l'adresse de l'auteur de l'acte prétendu faux et sa date mais aussi le nom et l'adresse de celui qui dépose la déclaration, qui doit être muni d'un pouvoir spécial s'il n'est pas celui qui a rédigé l'inscription de faux, cela s'appliquant même aux avocats.
- Déposer au greffe civil du Tribunal de Grande Instance le plus proche et présenter au greffier en chef ou à son délégataire, selon les articles 303 et suivants du code de procédure civile, deux exemplaires de la déclaration d'inscription de faux signée et datée, et la carte d'identité, qui doit servir au greffier de démontrer que celui qui dépose est bien l'auteur du document.

Le greffier doit apposer, sur les deux documents, le tampon dateur du Tribunal de Grande Instance et sa signature. Il doit ensuite rendre un exemplaire du document, dont on joint une copie à l'acte de dénonciation de la inscription de faux, à faire délivrer par huissier à l'auteur du faux prétendu.
Selon la loi pénale, on a 30 jours, à compter de la date du dépôt de la déclaration d'inscription de faux, pour poursuivre en correctionnel l'auteur du faux, en demandant préalablement au tribunal correctionnel une date d'audience et en chargeant un huissier de délivrer une citation directe de l'auteur à comparaître devant le tribunal à la date indiquée. On n'est pas obligé de mettre en mouvement l'action publique, l'inscription de faux devant se transmettre par le greffe au service civil du parquet du tribunal, qui décidera ou non de poursuivre, puisqu'il est juge de l'opportunité des poursuites.
Sur le plan civil, l'inscription de faux, lorsqu'elle est faite à titre principal (aucune action en justice n'est en cours contre cet acte) doit être suivie d'une assignation devant le Tribunal de Grande Instance en annulation de l'acte; si l'inscription est incidente, la mention en sera faite par les conclusions devant la chambre du tribunal déjà saisi, qui devra surseoir à statuer sur le fond et instruire en premier lieu la demande d'annulation pour faux, matériel ou intellectuel.
L'absence de tout réponse de l'auteur du faux permet de prétendre que le document est faux et qu'il a perdu sa valeur de preuve.
En pratique, cette procédure civile est rare, mais si elle aboutit, c'est-à-dire si le tribunal constate l'existence de faux dans l'acte et annule celui-ci, il ne pourra plus en être fait état pour prouver les énonciations, les droits et les obligations qui en découlaient, et les parties à l'acte devront être remises en l'état dans lequel elles se trouvaient avant l'acte.

### Au Québec
D'après l'article 2821 du Code civil du Québec, l’inscription de faux n’est nécessaire que pour contredire les énonciations dans l’acte authentique des faits que l’officier public avait mission de constater. Elle n’est pas requise pour contester la qualité de l’officier public et des témoins ou la signature de l’officier public.